# Bathycolpodes excavata
Bathycolpodes excavata là một loài bướm đêm trong họ Geometridae.